# Sameraria
Sameraria là chi thực vật có hoa trong họ Cải.